# Decodificador
Un decodificador es un circuito combinacional, cuya función es inversa a la del codificador, es decir, convierte un código binario (natural, BCD, etc.) de N bits de entrada y M líneas de salida (N puede ser cualquier entero y M es un entero menor o igual a 2N), tales que cada línea de salida será activada para una sola de las combinaciones posibles de entrada. Normalmente, estos circuitos suelen encontrarse como decodificador / demultiplexor. Esto se debe a que un demultiplexor puede comportarse como un decodificador.
Si por ejemplo se tiene un decodificador de 2 entradas con 22=4 salidas, su funcionamiento sería el que se indica en la siguiente tabla, donde se ha considerado que las salidas se activen con un "uno" lógico:

Decodificador de 2 a 4 líneas.

| Entradas | Entradas | Salidas | Salidas | Salidas | Salidas |
| A1       | A0       | D3      | D2      | D1      | D0      |
| -------- | -------- | ------- | ------- | ------- | ------- |
| 0        | 0        | 0       | 0       | 0       | 1       |
| 0        | 1        | 0       | 0       | 1       | 0       |
| 1        | 0        | 0       | 1       | 0       | 0       |
| 1        | 1        | 1       | 0       | 0       | 0       |

Un tipo de decodificador muy empleado es el de siete segmentos. Este circuito decodifica la información de entrada en BCD a un código de siete segmentos adecuado para que se muestre en un visualizador de siete segmentos.

## Aplicaciones del decodificador
Su función principal es la de direccionar espacios de memoria. 
Un decodificador de N entradas es capaz de direccionar 2N espacios de memoria.
Para poder direccionar 1Kib de memoria se necesitarían 10 bits, ya que la cantidad de salidas sería 210, igual a 1024.
De esta manera:
- Con 20 bits se tienen 220 lo que equivale a 1Mib.
- Con 30 bits se tienen 230 lo que equivale a 1Gib.